# Bačkovice
Bačkovice (en allemand : Batzkowitz) est une commune du district de Třebíč, dans la région de Vysočina, en République tchèque. Sa population s'élevait à 85 habitants en 2024.

## Géographie
Bačkovice se trouve à 6 km au sud de Jemnice, à 35 km au sud-ouest de Třebíč, à 48 km au sud de Jihlava, à 79 km à l'ouest-sud-ouest de Brno et à 149 km au sud-est de Prague.
La commune est limitée par Radotice au nord et à l'est, par Police à l'est, par Lubnice au sud, et par Desna et Lovčovice à l'ouest.

## Histoire
La première mention écrite de la localité date de 1294.

## Transports
Par la route, Bačkovice se trouve à 6,6 km de Jemnice, à 45 km de Třebíč, à 56 km de Jihlava et à 186 km de Prague.